# روحي عبد الهادي
روحي قاسم عبد الهادي (1885- 1954) هو سياسي فلسطيني، ولد في مدينة نابلس، وتعلم في الكلية اليسوعية وكلية الفرير الثانوية في بيروت. حاصل على بكالوريوس حقوق من فرنسا، والتحق بالمكتب السلطاني في إسطنبول عام 1905، حامل درجة عليا في القانون من مكتب الحقوق في إسطنبول عام 1908.

## حياته

### الدولة العثمانية
تولى عبد الهادي عدة مهام في السلك الدبلوماسي العثماني، فعين قنصلاً عثمانياً وقنصلاً مساعداً أكثر من مرة لمدن في اليونان، روسيا ورومانيا. وعمل مترجماً قانونياً في الباب العالي في وزارة الخارجية العثمانية، ومدرساً للغة الفرنسية في المدرسة الإعدادية الملكية. إبان الحرب العالمية الأولى عام 1914 اعتقلته القوات الفرنسية، وأرسل إلى طولون ثم سويسرا حيث أطلق سراحه وعين سكرتيرا للسفارة التركية في برن. ثم تم تعيينه مسئولاً في دائرة الإدارة العامة في وزارة الخارجية العثمانية عام 1915، ثم في دائرة الإدارة الخاصة عام 1916. عاد إلى دمشق والتحق بحكومة الملك فيصل عام 1920. وبعد الإحتلال الفرنسي لمدينة دمشق عاد الى مدينة حيفا.

### الانتداب البريطاني
منذ آب 1921 وفي عهد حكومة الإنتداب البريطاني تولى عبد الهادي مناصب عدة منها: انتخابه سكرتيراً للوفد الفلسطيني العربي الأول في لندن عام 1921 ولم يشارك فيه لأسباب شخصية. وعُين مساعداً لحاكم لواء القدس ثم مساعداً للسكرتيرالعام لحكومة الإنتداب البريطاني عام 1930. عمل حاكم لواء ثم مساعد أول للسكرتير العام في دائرة السكرتارية العامة سنة 1944. وكان مساعد السكرتير العام لحكومة فلسطين.

### الإدارة الأردنية
تولى عدة مناصب وزارية في الأردن وهي:
- وزيرًا للخارجية في حكومة توفيق أبو الهدى السابعة في الفترة من 7 أيار 1949 إلى 12 نيسان 1950.
- وزيرًا للعدلية في حكومة سعيد المفتي الأولى في الفترة من 12 نيسان 1950 إلى 11 تشرين الأول 1950.
- وزيرًا للخارجية في حكومة سعيد المفتي الثانية في الفترة من 14 تشرين الأول 1950 إلى 4 كانون الأول 1950.
- وزيرًا للمعارف في حكومة توفيق أبو الهدى الثامنة في الفترة من 25 تموز 1951 إلى 7 أيلول 1951.
- وزيرًا للمعارف في حكومة توفيق أبو الهدى التاسعة في الفترة من 8 أيلول 1951 إلى 27 أيلول 1952.
- وزيرًا للعدلية وقائمًا بأعمال قاضي القضاة في حكومة توفيق أبو الهدى العاشرة في الفترة من 3 كانون الأول 1952 إلى 5 أيار 1953.

## وفاته
توفي في نابلس في 16 تموز 1954م.